# Huanipaca (distrito)
O Distrito peruano de Huanipaca é um dos nove distritos que formam a Província de Abancay, situada no Apurímac, pertencente a Região Apurímac, Peru.

## Transporte
O distrito de Huanipaca é servido pela seguinte rodovia:
- PE-3SV, que liga o distrito à cidade de Curahuasi
- AP-103, que liga a cidade ao distrito de Abancay
- AP-116, que liga a cidade ao distrito de Curahuasi[2][3][4]